# 法櫃奇兵
《夺宝奇兵》是斯蒂芬·斯皮尔伯格执导、劳伦斯·卡斯丹编剧的1981年美国动作冒险片，根据乔治·卢卡斯与菲力普·考夫曼的构想改编。故事发生在1936年，哈里森·福特领衔主演主人翁、周游世界的考古学家印第安纳·琼斯，与納粹德國势力争夺遗失多年的約櫃，江湖传言这是天神遗物，可令军队所向披靡。琼斯与脾气火爆的旧情人玛丽昂·瑞文伍德合作，想方设法阻止考古学对手雷内·贝洛克把约柜的位置告诉纳粹。影片其他主要演员包括凯伦·阿兰、保罗·弗里曼、罗纳德·莱西、约翰·里斯-戴维斯、丹霍姆·艾略特。
电影源自卢卡斯20世纪70年代初的构想，他与考夫曼合作把理念深化，将20世纪初的系列电影理念现代化，考夫曼提议用约柜作为片中各方争抢的焦点。卢卡斯后来专注太空歌剧项目《星球大战》，该片1977年上映；同年他把《夺宝奇兵》的构思告诉斯皮尔伯格，后者数月后加入项目。两人构想片中特技和桥段，聘请卡斯丹连贯剧情。电影靠两千万美元预算1980年6月开始主体拍摄，同年九月收尾，除在英格兰埃尔斯特里制片厂摄制外，主要取景地点包括法国拉罗谢尔、突尼西亞、夏威夷州。
电影上映前的调查结果表明观众对本片兴致缺缺，与超級英雄電影《超人II》对比显著，但实际情况远非如此，《夺宝奇兵》叫好叫座，全球票房超3.3亿美元，是1981年世界电影票房冠军，有些电影院连续放映超过一年。影评人对本片青眼有加，系列电影理念的现代演绎，持续不断的动作与冒险，以福特、阿兰、弗里曼为代表的一众演员尤得赞誉。影片获众多荣誉肯定，拿下五项奥斯卡金像奖、七项土星奖、另有英国电影学院奖、格莱美奖、雨果奖等。
白驹过隙，《夺宝奇兵》顶住时间考验，对流行文化的影响经久不衰，在20世纪80年代电影名列前茅，是电影史上少有的动作冒险片杰作，催生横跨各种传媒的效仿作品，令众多电影人深受启发。1999年，本片因“文化、历史和美学领域的显著成就”入选美国国会图书馆國家影片登記表。电影的巨大成功催生，包括电影续集《魔宮傳奇》（1984年）、《聖戰奇兵》（1989年）、《印第安納瓊斯：水晶骷髏王國》（2008年）、电视剧、电子游戏、漫画、小说、主题公园景点、玩具、同名业余翻拍电影。第五部印第安纳·琼斯电影于2023年上映。

## 剧情
1936年，美国考古学家印第安纳·琼斯在暗藏杀机的秘鲁神庙找到金像，但遭竞争对头雷内·贝洛克埋伏，金像被盗，琼斯乘待命的水上飞机逃走。回美国后他从陆军情报部获悉，納粹德國势力在埃及塔尼斯附近大肆发掘，所发电报还提到琼斯的导师艾伯纳·拉文伍德。琼斯推断德國人在找約櫃，德國元首阿道夫·希特勒深信其中蕴藏不可思议的神通，能令德军所向披靡。琼斯接受陆军情报部委托，决定抢在德国人之前找到约柜。
琼斯在尼泊尔的酒吧遇到旧情人、拉文伍德之女玛丽昂，得知先师已驾鹤西去。盖世太保阿诺德·托赫特赶来抢夺玛丽昂的奖章信物，酒吧在混战中起火，滚烫的奖章在托赫特手上留下烙印，琼斯与玛丽昂带着奖章逃脱并赶赴开罗。
两人从琼斯的朋友萨拉赫口中得知，贝洛克与德國同流合污，他们已经利用托赫特手上烙印制出不完整的奖章。纳粹黨军人和雇佣兵来袭，玛丽昂似乎也在混乱中遇害，琼斯非常难过。伊玛目为琼斯解密奖章内容，一面警告不要打扰约柜，另一面是古埃及太阳神手杖的规格，利用手杖可以找到约柜。琼斯和萨拉赫看出德國人发掘的位置不对并潜入发掘现场，利用奖章和正确手杖定位灵魂之井，从中找到装饰精美的金色箱子——约柜。贝洛克和纳粹黨人发现琼斯等人，原来玛丽昂没死但遭贝洛克俘虏。德國人抢走约柜并把琼斯和玛丽昂关入灵魂之井，两人找到出口并乘装载约柜的卡车逃走，随后把约柜装上汽船运往伦敦。
德國海軍U型潜艇拦截汽船，劫走约柜和玛丽昂，琼斯偷偷进入潜艇。潛艇抵达爱琴海岛屿，贝洛克想在向德國元首献礼前测试约柜的神力。琼斯在途中伏击纳粹黨团伙，威胁摧毁约柜。贝洛克毫不紧张，坚信琼斯绝不可能毁掉历史价值如此重大的物件，而且肯定也想知道约柜是不是真有那么神，琼斯最后放弃。德國人在测试现场把琼斯和玛丽昂绑住，贝洛克以庄重仪式打开约柜，但里面只有沙子。玛丽昂遵照琼斯的指示一起闭上眼，不看打开的约柜，里面飞出鬼魂、火焰，同时爆发极其强大的能量，现场包括贝洛克、托赫特在内的其他人全部死亡，约柜随即关闭。琼斯与玛丽昂睁开眼睛，发现德國團隊的尸体不知所踪，捆绑两人的绳索不翼而飞。镜头转至华盛顿哥伦比亚特区，美国政府向琼斯和马库斯·布罗迪颁奖致谢，但拒绝琼斯的研究要求，声称约柜放在秘密地点，只有“高层人员”才能研究。最終約櫃被裝箱後運入有成千上萬相似木箱的大倉庫中封存，藏木於林，從此不知所蹤。

## 演员
- 哈里森·福特饰考古学教授、探险家印第安纳·琼斯[5]；
- 凯伦·阿兰饰坚韧且充满活力的酒吧店主、琼斯的旧情人玛丽昂·拉文伍德[6]；
- 保罗·弗里曼饰琼斯的考古学对头雷内·贝洛克，与纳粹同流合污[7]；
- 罗纳德·莱西饰阿诺德·托赫特少校，有虐待狂倾向的盖世太保[8]；
- 约翰·里斯-戴维斯饰埃及古迹发掘专家、琼斯的老相识萨拉赫[9]；
- 丹霍姆·艾略特饰琼斯忠实的朋友、博物馆长马库斯·布罗迪[9]。

此外，沃尔夫·卡赫勒在本片饰演纳粹军官迪特里希上校，安东尼·希金斯扮演迪特里希的得力助手戈布勒少校，唐·费洛斯与威廉·胡特金斯分别诠释美国陆军情报部的马斯格罗夫上校和伊顿少校。乔治·哈里斯出演“班图风号”汽船船长西蒙·卡丹加，弗雷德·索伦森饰演飞行员乔克。
制片人法蘭克·馬歇爾在片中客串飞翼飞行员，帕特·罗奇饰演在飞翼旁与琼斯争斗的纳粹，还扮演托赫特身边的尼泊尔夏尔巴人。维克·塔布连诠释奸诈的秘鲁向导巴兰卡，同时扮演开罗的耍猴人。阿尔弗雷德·莫里纳饰演琼斯的向导萨蒂波，本片是他的银幕处女作。泰利·理查兹诠释琼斯开枪打死的开罗剑客。

## 制作

### 构想
乔治·卢卡斯拍完1973年喜剧片《美國風情畫》后在同年开始构思本片，他从英雄人物在马上跳进卡车的老电影海报想起《巴克·罗杰斯》、，《间谍粉碎者》、等作品，都是年轻时很喜欢的20世纪上半叶系列片。卢卡斯打算以上述电影为蓝本拍摄B級片《印第安纳·史密斯历险记》，人名取自他的阿拉斯加雪橇犬，讲述考古学家的历险。卢卡斯此时还想改编太空歌劇系列片《飞侠哥顿》，但一直没搞掂版权。最后他搁置《印第安纳·史密斯》项目，专心自创太空歌剧《星球大战》（1977年）。
1975年，卢卡斯与好友菲力普·考夫曼谈到系列电影构想，两人合作两周创作剧情。卢卡斯很喜欢考古学，非常佩服海勒姆·宾厄姆三世、安得思、伦纳德·伍利等知名考古学家，把角色想象成大学教授、考古学家、探险家。卢卡斯设想的史密斯长期流连夜总会寻芳问柳，考夫曼去掉这些内容，提出用约柜作为剧情焦点，他是小时候从牙医口中听说约柜。约柜是片中英雄与反派冲突的根源，同时恶搞希特勒对神秘学说的迷恋。
卢卡斯希望考夫曼导演本片，但后者已投身西部片项目（1976年），卢卡斯再度搁置项目投身《星球大战》。他1977年5月与夫人到夏威夷州度假，避免听到《星球大战》首映的任何负面消息。卢卡斯邀请斯蒂芬·斯皮尔伯格同行，两人在茂纳凯亚火山附近海滩谈论今后项目。斯皮尔伯格想拍邦德片，卢卡斯此时谈到《印第安纳·史密斯历险记》。卢卡斯此时还是想请考夫曼执导，但几个月后事态表明考夫曼无法参与，卢卡斯于是邀请斯皮尔伯格。

### 编剧
斯皮尔伯格不久前发现投身职业编剧领域还只有一个月的劳伦斯·卡斯丹才华值得肯定，卢卡斯看过（1981年）的剧本后同意请他编剧。三人1978年1月在卢卡斯助理位于洛杉矶谢尔曼奥克斯的家里花费三到五天创作剧情大纲，每天工作约九小时。片中许多情节由此而来，如巨石陷阱、开罗的猴子、托赫特用滚烫的奖章在手上留下烙印、政府机构把约柜藏起来。卡斯丹看出斯皮尔伯格与卢卡斯已经想好许多情节，需要剧情连贯分散桥段。
斯皮尔伯格对“印第安纳·史密斯”之名不以为然，觉得会让观众想到史提夫·麥昆扮演的内华达·史密斯，三人同意人物改姓“琼斯”。角色形象融演员克林·伊斯威特、三船敏郎、虚构人物詹姆斯·邦德于一身，按卢卡斯的设想，琼斯生活靡烂而且会功夫，用探险战利品为寻欢作乐提供经济基础，斯皮尔伯格与卡斯丹不认可，觉得身为探险家和考古学家，男主角的人生已经非常丰富多彩。斯皮尔伯格提议琼斯要么好赌，要么酗酒，但卢卡斯不同意，觉得琼斯堪称道德楷模，“真诚、实在、值得信赖”。两人一致认为男主角会犯错而且有脆弱的一面，面对搞笑或严肃桥段都游刃有余，观众能产生共鸣并滋生崇拜心理。卢卡斯设想玛丽昂与年长很多的琼斯相恋时还只有11岁，但斯皮尔伯格看法相反，觉得女方年长更合适。
斯皮尔伯格执导《一九四一》（1979年）期间，卡斯丹借用他的办公室创作《夺宝奇兵》剧本，从《红河谷》（1948年）、《七武士》（1954年）、《豪勇七蛟龍》（1960年）等老电影和20世纪上半叶的系列电影汲取灵感。他笔下的琼斯是反英雄，沦为盗墓者的考古学家。卡斯丹主张配角应有独特之处，每个都对电影产生令人难忘的影响。在他看来，剧本创作最困难的部分就是解释主人翁如何身陷连串危机并存活，又如何辗转各地。1978年8月，卡斯丹经过约五个月创作写完初稿。
斯皮尔伯格觉得初稿别的都好，就是太长；卡斯丹与卢卡斯合作精简完善。剧情背景横跨全球，涉足点包括美国、埃及、希腊、尼泊尔。删除的内容很多，如上海之行及其中的矿车追逐、琼斯用锣遮挡子弹等，这些理念后来在本片前传《魔宮傳奇》采用。琼斯和玛丽昂的大段风流史所剩无几，玛丽昂与贝洛克相互吸引的情节尽数被删，令卡斯丹颇感郁闷。剧本1979年12月完工。

### 前期发展

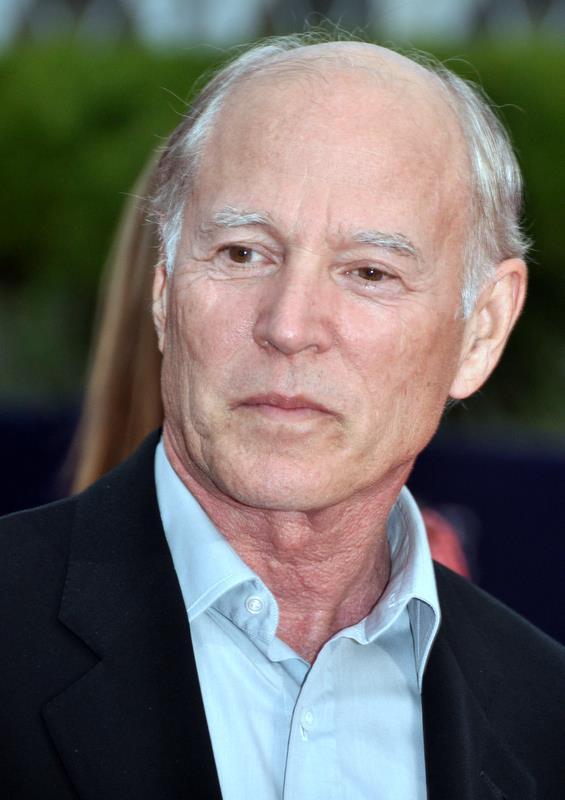
制片人法蘭克·馬歇爾（2012年）除制片外还客串纳粹飞行员

卢卡斯打算亲自为本片注资，但钱不够。卢卡斯影业邀请众多好莱坞制片厂投资，但两千万美元预算与卢卡斯提出的条件实在难以接受。卢卡斯要求制片厂只管出钱，不对电影创作提任何意见，许可权与续集版权都由他保留。制片厂无法同意，而且斯皮尔伯格拍片超时超支名声在外，更令他们望而却步。他最近推出的《一九四一》预算超支且评价不佳，卢卡斯对此坚决表示：没有斯皮尔伯格就没有《夺宝奇兵》。
派拉蒙影業总裁邁克·艾斯納与卢卡斯达成妥协，同意卢卡斯大部分条件，但需转让续集版权，同时承诺不得超时超支，否则要受重罚。据称卢卡斯的薪金在一到四百万美元另加毛利润分成，另有文献声称只是净利润分成。斯皮尔伯格的导演薪酬达150万美元，而且同样有毛利分成。
弗兰克·马歇尔此前主要参与小成本独立制作，斯皮尔伯格认为他能确保影片不超时超支，所以他获聘担任制片。导演对摄影师道格拉斯·斯洛科姆与美術指導诺曼·雷诺兹以往的作品很满意，请两人加盟本片；一直与斯皮尔伯格合作的迈克尔·卡恩负责剪輯。除执行制片人外，卢卡斯还是本片第二摄制组导演。卢卡斯认为老友霍华德·卡赞强为人守规矩知进退，不会容忍电影主创尽情放飞自我，所以请他一起担任执行制片人。长年与卢卡斯合作的罗伯特·沃茨获邀任副制片人兼制片经理。派拉蒙规定电影拍摄周期不超过85天，卢卡斯、斯皮尔伯格、马歇尔自定73天周期，导演决心不再因超时受指责。
前期准备历时半年，1979年12月开始。斯皮尔伯格本想花一年，但为降低成本加快节奏，他与卢卡斯同时都在参与其他项目。美术家埃德·韦罗、戴夫·内格隆、迈克尔·洛伊德、喬·約翰斯頓创作大量分鏡，涵盖剧本超八成内容，相当于约六千张图像。斯皮尔伯格能利用分镜预想画面，减少搭建内景或外景的时间。剧本对打开约柜的情景描述很简单：“地狱全面崩溃”，具体情景全靠美术家想象。每人提供不同角度素材：鬼魂、火焰、怪异光线特效，约翰斯顿负责融合三种效果。导演准备灵魂之井、塔尼斯发掘场、开罗集市等微缩模型，用于搭建大型场面、规划布局和照明。模型还有一英寸高的假人，代表现场需要多少群演。斯皮尔伯格原计划为托赫特安装机械臂，还能换成机枪或火焰喷射器，卢卡斯觉得这会导致影片类型生变，故在前期准备时放弃。

### 选角

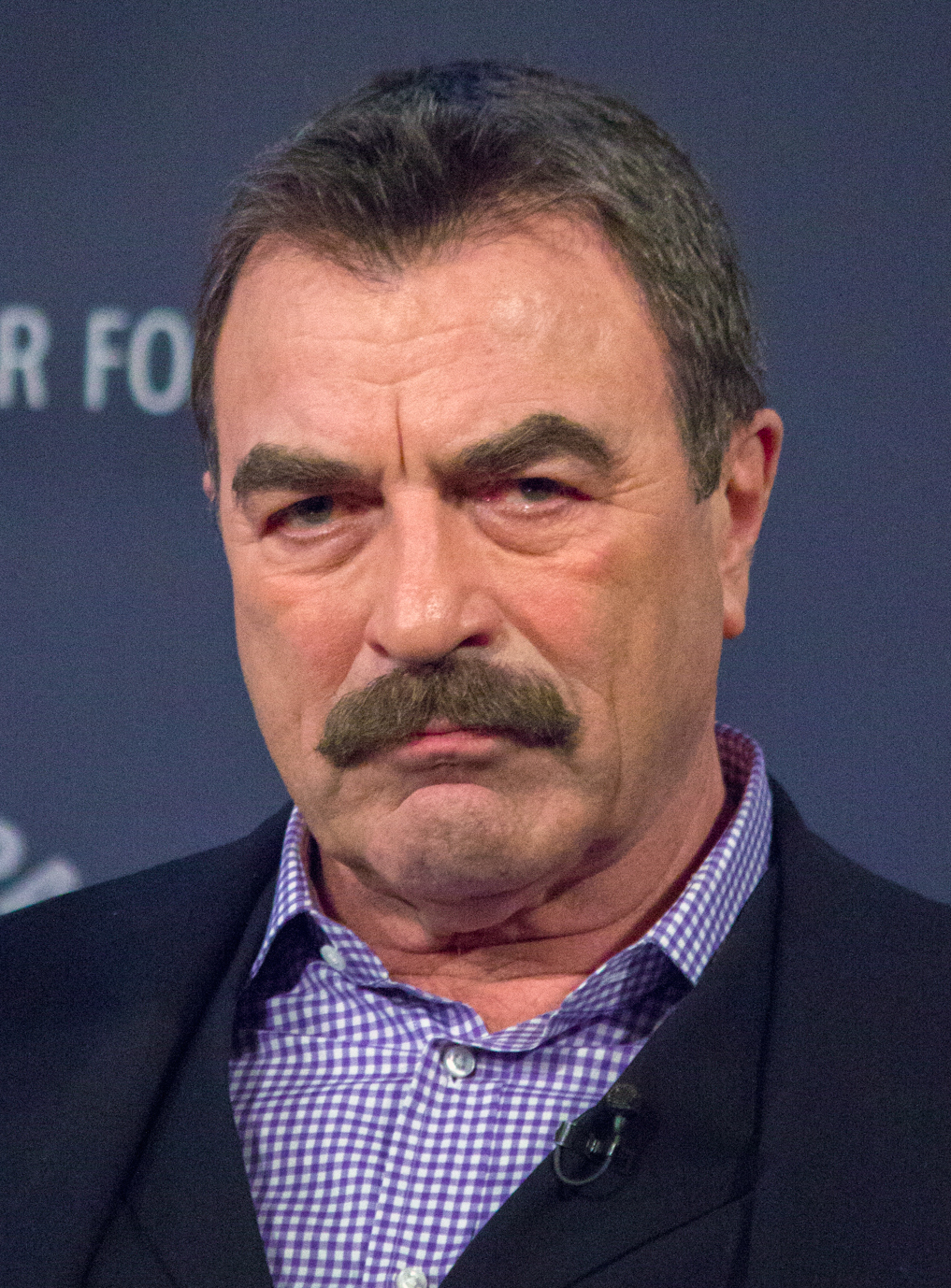
湯姆·謝立克（2014年）获选扮演印第安纳·琼斯，但因电视剧《夏威夷神探》的合约限制放弃

卢卡斯想找名不见经传、愿意承诺出演三部曲的演员扮演主人翁，剧组考虑人选包括比爾·莫瑞、尼克·诺尔蒂、史提夫·馬丁、切維·切斯、蒂姆·马特森、尼克‧曼库索、彼德·考约特、杰克·尼科尔森、傑夫·布里吉、约翰·希亚、山姆·埃利奧特。选角总监迈克·芬顿相中布里吉斯，但经常与丈夫合作的卢卡斯夫人玛西亚看中湯姆·謝立克。塞立克已签署合约出演电视剧《夏威夷神探》，卢卡斯和斯皮尔伯格联系哥伦比亚广播公司，希望塞立克能提前十天结束电视剧合约束缚期。哥伦比亚广播公司发现塞立克市场劲头正盛后马上为《夏威夷神探》开绿灯，塞立克被迫投入拍摄，《夺宝奇兵》原定开拍时间只剩数周却连男主角都没有。1980年的演员大罢工令《夏威夷神探》中断三个月，塞立克这段时间可以参与电影演出。
斯皮尔伯格对哈里森·福特出演《帝国反击战》的表现青眼有加，觉得他是扮演琼斯的完美人选，卡赞强表示福特一直是剧组的考虑人选，但他名气很大，不符合原有设想。卢卡斯不想显得太依赖福特，毕竟对方已经主演《星球大战》系列，而且应该不会承诺出演三部曲。实际情况恰恰相反，福特觉得《夺宝奇兵》很有价值，同意卢卡斯的条件。经过商讨他除七位数片酬和毛利分成外，还有权要求改写琼斯的台词。福特努力锻炼增强体质，并在特技协调格伦·兰德尔指导下学习挥鞭数周，熟练程度足以缴械耍猴人（维克·塔布连）。福特的手腕旧伤未愈，需要时间康复，他诠释的琼斯首先是学者，其次才是探险家。
斯皮尔伯格想找类似艾琳·邓恩、芭芭拉·斯坦威克、安·谢里登这样的二十世纪上半叶电影女主角出演玛丽昂，觉得这样才能同琼斯登对。卢卡斯选中的黛博拉·温姬对本片不感兴趣，斯皮尔伯格找上女友艾米·欧文，但她没空；剧组还曾考虑芭芭拉·赫尔希与辛·楊。凯伦·阿兰在《動物屋》（1978年）扮演的人物颇为独立，令斯皮尔伯格记住她的名字，参与《夺宝奇兵》试镜之际的专业素养令导演非常满意。斯皮尔伯格很早就要求阿兰“表演吐痰看看”，她为玛丽昂构想人物背景，如母亲的死、十五六岁时与琼斯相恋，斯皮尔伯格不置可否。玛丽昂是卡斯丹亲家祖母的名字，拉文伍德取自洛杉矶街道名。
根据原有设想，贝洛克身为反派行事非常老练，对抗缺乏自律的英雄。斯皮尔伯格对文獻紀錄片《公主之死》里弗里曼锐利的眼神印象很深，决定请他扮演贝洛克。剧组还曾考虑邀请吉安卡罗·吉安尼尼或歌手雅克·迪特隆。丹尼·德维托获邀出演身高一米五且瘦骨嶙峋的埃及人萨拉赫，类似1939年电影《古庙战笳声》里的印度仆从贡格廷，但他忙于出演情景喜剧《出租汽车》，而且经纪人要价太高。里斯-戴维斯因在1980年迷你剧集《幕府将军》表现出色获选，斯皮尔伯格请他把《幕府将军》的演出结合法斯塔夫来诠释萨拉赫。罗纳德·莱西令导演想起已故演员彼得·罗，所以请他出演托赫特；剧组原本邀请克勞斯·金斯基，但他决定出演片酬更高的。

### 摄制

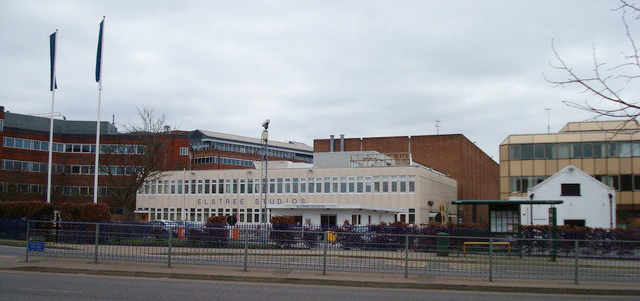
英格兰赫特福德郡的埃尔斯特里制片厂（摄于2009年）是本片主取景地

《夺宝奇兵》1980年6月23日开始主体拍摄，在法国拉罗谢尔、北非突尼西亞、夏威夷、英格兰埃尔斯特里制片厂实地取景。埃尔斯特里制片厂配有大量美工和技术人员，许多都曾参与《星球大战》摄制，所以选为本片主取景地。实地拍摄平均每天耗资约十万美元，职员酬劳另计，另有四百万美元布置花销。剧情预算有限，用于确保镜头流畅的相机稳定器、提升拍摄角度的相机起重机等设备只能短时租赁。斯皮尔伯格表示，为确保电影不超时，片中镜头不能再像其他电影那样重拍几十遍，“通常只有四次……如果资金和时间更充沛，该片（《夺宝奇兵》）还能更精致”。
剧组先在拉罗谢尔拍摄纳粹U型潜艇拦截“班图风号”汽船。沃茨借用战争片《從海底出擊》使用的潜艇，条件是不能潜入深海。第二次世界大战期间德国在拉罗谢尔留下的U型潜艇围栏代表潜艇码头。剧组找不到烧煤的蒸汽船，后将爱尔兰港口找到的埃及船只装饰后开往法国。
剧组6月30日已转战埃尔斯特里制片厂，在此拍摄秘鲁神庙和伊玛目破译奖章图案等镜头。灵魂之井镜头的拍摄因蛇或抗毒药物不够多次延误，斯坦利·库布里克的女儿薇薇安到《闪灵》片场探望父亲，结果致电英國皇家防止虐待動物協會指控《夺宝奇兵》剧组虐待蛇。琼斯任教院校内景是在赫特福德郡附近的里克曼斯沃斯皇家共济会女校取景，外景是加利福尼亚州太平洋大学。

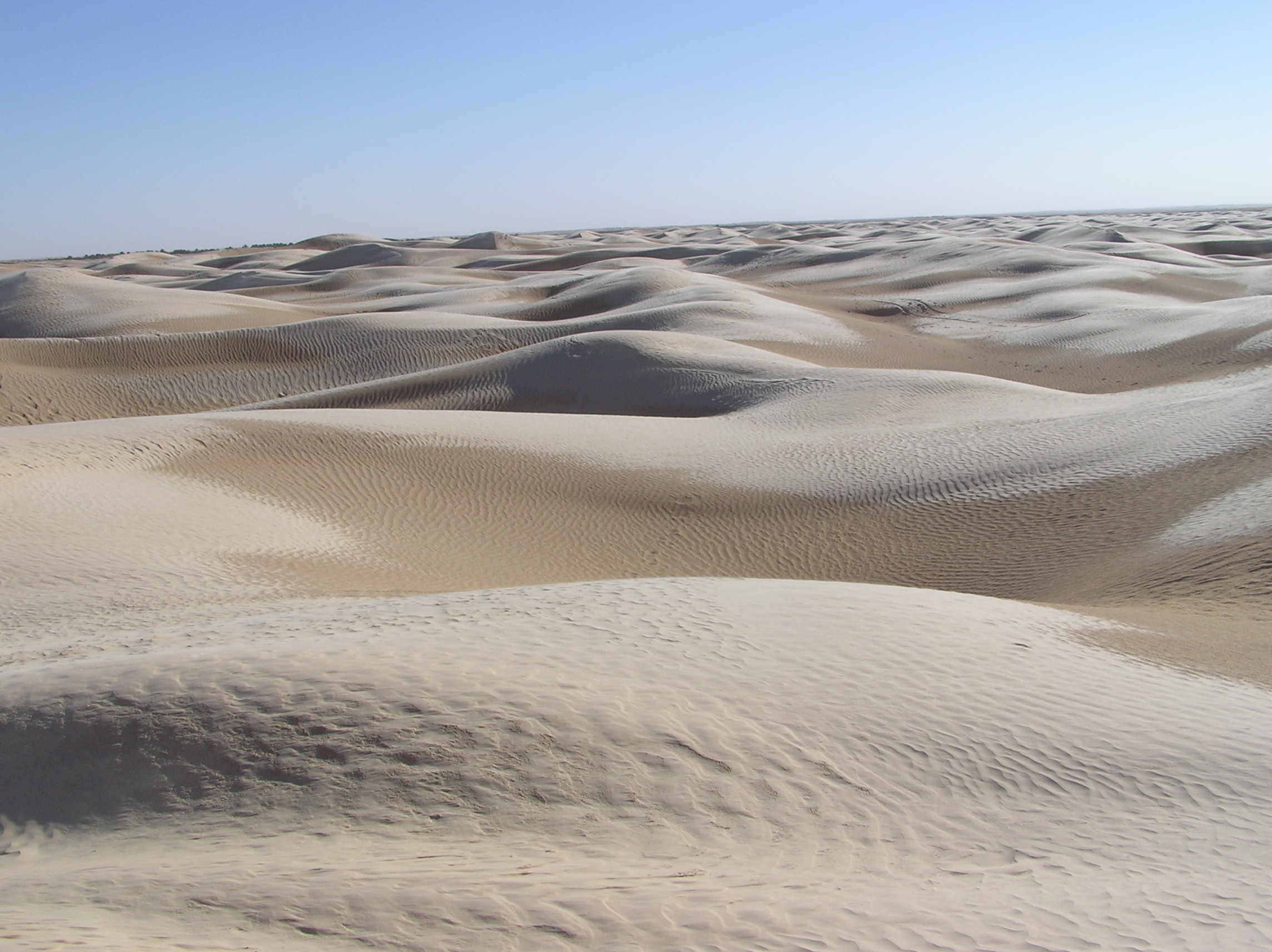
片中塔尼斯发掘场是在突尼西亞托泽尔绿洲附近的撒哈拉沙漠取景

片中的埃及是在突尼斯取景，斯皮尔伯格对在该国拍摄印象很差：气温基本在54摄氏度以上，饮食不卫生导致150多名演职人员感染阿米巴痢疾。导演从英格兰带来食品和水，只有他和少数人没生病。卢卡斯晒伤严重，面部肿胀。开罗村庄是在凯鲁万取景，单从拍摄地点周边房屋拆除三百多根电视天线就浪费一天时间。斯皮尔伯格原计划请两千群演充当发掘劳工，但因预算有限减至六百。泰利·理查兹扮演的剑客原计划要同琼斯长时间搏斗，他为此投入数周练习剑术，但福特因痢疾浪费许多演出时间，剧组决定大幅缩短打斗场面。琼斯装备火箭发射器与纳粹抗衡的镜头是在托泽尔附近峡谷摄制，卢卡斯曾在此为《星球大战》 的塔图因行星取景。弗里曼拍摄这场戏时有苍蝇爬进嘴里，但他面不改色，继续说完台词。
剧情九月下旬转战夏威夷，拍摄片头秘鲁的外景桥段。斯皮尔伯格按儿时制作视频的习惯把派拉蒙影业商标逐渐淡化融入自然山脉，山脉取景地是考艾岛卡拉雷山。镜头看似单个地点，实际是在夏威夷胡雷国家野生动物保护区等十个地方摄制。这场戏本来内容更丰富，耗时更长、台词更多，琼斯的向导出现叛徒并发生争斗，但为加快摄制进度删除。洞穴外景非常理想，但附近的水池滋生大量蚊虫，面对配有防蚊设备的演职人员照叮不误。剧组使用的驴因故跛足，但又没有合适的替代品，最终找来灰驴刷成棕色，再用直升机运到纳帕利海岸州立公园完成摄制。
剧本对细节语焉不详，留下许多自由发挥空间，房内三人交谈的剧本情节在片中变成采石场，其中还有五百群演。少女眼皮上的“爱你”字样、玛丽昂穿裙装掩匿武器等情节都是即兴创作。阿兰觉得穿裙装这场戏有勾引贝洛克之嫌，对人物深爱并忠于琼斯的形象不利，她与弗里曼即兴发挥，把戏码改成玛丽昂灌醉贝洛克。阿兰、莱西、弗里曼、里斯-戴维斯在电影拍摄期间经常一起探讨人物塑造，阿兰觉得福特十分注重个人空间，不愿详细讨论琼斯，她花费不少时间才习惯这种工作模式。电影经过73天拍摄于1980年9月收尾，卢卡斯声称本片没有制片厂干扰，是他经手拍摄最顺利的电影。

### 后期制作
《夺宝奇兵》后期制作约持续两个月，主要用于特效和镜头调整。斯皮尔伯格的初剪版长近三小时，他和卡恩后来重剪至近两小时。卢卡斯对重新剪辑的版本满意，后来又提出亲自缩减结局，他与卡恩合作剪辑后导演表示认可，《夺宝奇兵》最终定片115分钟。玛西亚·卢卡斯指出，约柜关闭后玛丽昂没再出场，她与男主角的关系没有结局，斯皮尔伯格为此在旧金山市政厅台阶拍摄玛丽昂与琼斯站在一起的外景镜头，用在电影结尾。不过，电影字幕没有把玛西亚列为参与人员。。
后期制作增加约柜在“班图风号”上发出嗡嗡声的镜头，导演觉得琼斯抓住U型潜艇潜望镜追踪纳粹的桥段效果太差决定删除，希望观众不会纠结到底男主角是如何跟踪。卢卡斯剪掉男子在琼斯和玛丽昂眼前逐渐消失、融入灵魂之井的镜头，觉得其中笑点与电影基调不搭。琼斯乘道格拉斯DC-3飞向尼泊尔的镜头源自1973年冒险片，琼斯家门前街道的镜头取自1975年灾难片。斯皮尔伯格表示此举主要出于成本考量，只有眼光无比锐利的观众才可能发现。不过，特效总监理查德·艾德兰德坚称街道是用微缩模型拍摄。

### 配乐
約翰·威廉斯为本片作曲，声称本片无须采用严肃音乐，完全可以注重戏剧效果，不必担心过火。他只用几周创作印第安纳·琼斯的主题（人称《夺宝奇兵进行曲》），在展现男主角英雄气概的桥段响起。斯皮尔伯格对威廉斯创作的两版都很满意，一版便是主题，另一版是重复主题之间的衔接桥段。
威廉斯从《扬帆》（1942年）等老电影汲取灵感，创作《夺宝奇兵》的爱情主题音乐，注重情感体现，与电影幽默轻松的一面形成反差。他用“阴暗”的管弦乐曲代表纳粹行动，用“低音阶第七度”象征邪恶的军国主义。他还把人声合唱与管弦乐结合来体现约柜的神圣。

## 设计

### 特技

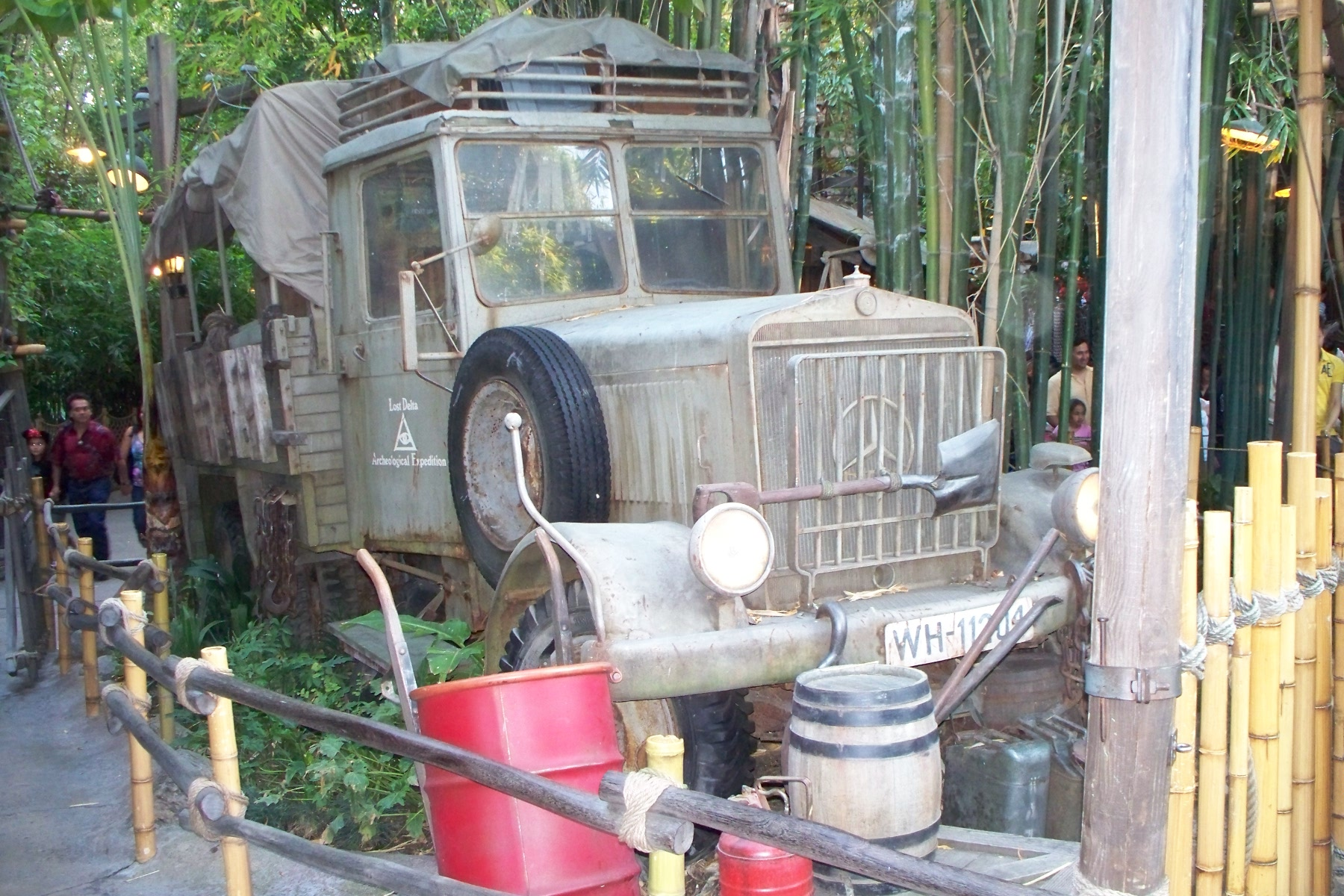
片中使用的20世纪30年代奔驰2.5吨柴油卡车在加利福尼亚州迪士尼樂園展出

秘鲁神庙内景采用实际尺寸搭建，玻璃纤维、石膏、木头制成的“巨石”原定20米宽，后减至6.7米，重140公斤 。斯皮尔伯格对镜头效果很满意，将斜坡延长增加戏码时间。石墙是用橡胶制成，其中藏有用来控制巨石的钢棒。福特这场戏共拍摄十次，确保摄影机从不同角度捕捉画面，斯皮尔伯格回忆时表示当时实在晕了头才会让福特这般冒险，只是如果由特技替身来演并遮挡面部，效果不会这么好。福特尽可能亲自参与特技镜头拍摄，为此各种受伤。莫里纳身上大多是雄狼蛛，不会攻击人类，结果剧组在他胸前放上一只雌狼蛛，确保所有狼蛛到处爬行。神庙戏删除的桥段包括：把人挤死的墙壁陷阱、蛛网遮挡的坑洞。金像还有机械操纵的眼睛，能跟随琼斯的身影。琼斯最后乘飞翼逃跑的镜头第一次拍摄时差点出人命，福特悬在半空的腿挡到飞机右襟翼，导致飞机从6.1米高处坠落。
剧组找到的蛇不够，只能推迟拍摄灵魂之井桥段。拍摄特写镜头能动用的真蛇有五六百条，远景还能用机械蛇，但远达不到导演要求。剧组于是向伦敦周边乃至欧洲蛇商求购，短短几天就运来六千到一万条。剧组接下来又忙于购买解毒剂，当地药品过期后只能从印度进口。大部分蛇是不伤人的草蛇或无毒蟒蛇，眼鏡蛇用有机玻璃隔开保护演职人员。拍摄期间片场大门一直打开，救护车在外待命，确保一旦发生事故马上就医。据斯皮尔伯格回忆，阿兰当时怕得厉害，无法按提示尖叫。为营造真实效果，导演还把死蛇扔到她身上。阿兰自称三四天后终于习惯看到蛇，部分镜头是驯兽师史蒂夫·埃奇剃掉腿毛穿上裙子代替阿兰拍摄。薇薇安·库布里克致电英国皇家防止虐待动物协会投诉剧组虐待蛇，导致摄制暂停并增加保护措施。
诺曼·雷诺兹与美术指导设计师罗恩·科布根据Ho 229戰鬥機、诺斯洛普N-1M、沃特V-173制作BV-38飞翼。英国维克斯工程公司制出飞翼后拆解并运往突尼斯，飞翼不适合飞行，只是用螺旋桨营造危险效果。剧组把飞翼留在突尼斯，此后数十年间逐渐被人们拆散当纪念品直至面目全非。琼斯与纳粹在飞机下搏斗的场面基本是即兴发挥，当时每个构想马上就会引出新点子，斯皮尔伯格只能自我克制，以免戏码拖得太长。拍摄搏斗戏码时飞翼压过福特脚面，在撞上膝盖前停止，随后四十名演职人员合作才把机体拉开。幸运的是，突尼斯气温极高令轮胎变软，地面到处都是沙子，所以福特没有受伤。痢疾导致替身演员无法开工，导演安排马歇尔充当飞翼驾驶员。斯皮尔伯格感觉这三天拍摄特别辛苦，一度表示想回家。
大部分卡车追逐戏是第二摄制组导演迈克尔·穆尔拍摄，斯皮尔伯格此前从未动用第二摄制组导演，但因这些戏码需在多地取景、太耗时间而妥协。穆尔负责替身演员代替福特上阵的远景镜头，严格遵循斯皮尔伯格的分镜，但也有少量创新赢得导演认可。福特从卡车底部穿过的镜头源自特技演员格伦·兰德尔提议，爬向车头时，福特其实坐在卡车底隐藏的自行车座椅上。汽车冲下悬崖的镜头是接景与微缩模型人物掉出车外的定格动画结合而成。

### 特效

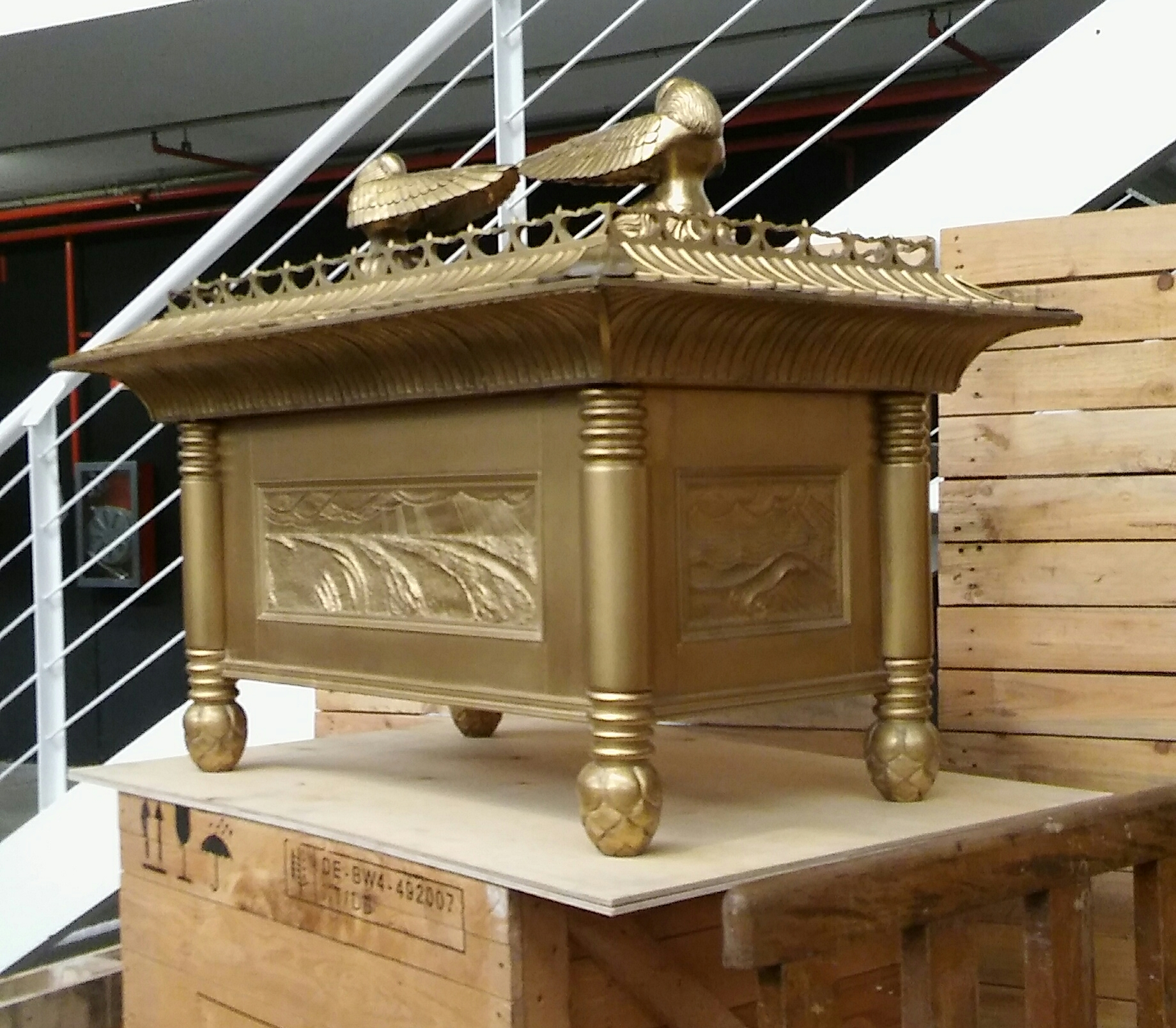
2016年展出的约柜仿制品

卢卡斯创办的工业光魔公司负责本片特效，理查德·艾德兰德监督，与1981年奇幻片《屠龙记》特效同步制作。艾德兰德认为，特效是相对经济的电影摄制手段，只要与情节配合得当，非常一般的特效也能得到观众认可。斯皮尔伯格习惯在拍摄期间检视原始素材，故倾向采用实景特效，而非等待数月才能看到的合成特效。
弗里曼自称对打开约柜的后果一无所知，别人告诉他只管想象有什么东西朝他、朝银幕扑来。特效师史蒂夫·高利为小布偶穿上长袍放入浑浊的水箱，结合蓝幕背景营造鬼魂冲出约柜的效果；同时摇动布偶形成动作感，再经合成融入镜头。身穿白色长袍的卢卡斯影业女招待在蓝幕前悬上半空，用于拍摄鬼魂特写镜头。拍摄时她逐渐远离镜头，但纳入电影画面时反向播放，营造“非人”的运动感。她的面容与人类头骨模型融合，达成可怖的转变特效。
弗里曼、莱西、卡赫勒扮演角色死亡的镜头采用不同方法制作。特效人员按卡赫勒的面部制模，模型内衬气囊并经多达十人操纵，排掉空气制造头部干瘪效果。特效师克里斯·瓦拉斯用多层不同颜色的明胶雕出莱西面部融化效果，包住另行雕刻的耐热石质头骨。拍摄时用丙烷加热融化明胶并加快镜头帧速，再用正常帧速放映，这样托赫特少校的脸便在镜头前迅速融化。贝洛克头部模型用薄薄的石膏制成，装有血袋和碎屑，用炸药、霰弹枪、空气炮炸毁，尝试三遍才达成理想效果。美國電影協會认为贝洛克死亡的镜头太恐怖，把本片划为R级，17岁以下观众要有成人陪同才能观看，后期于是增加火焰叠加效果，让镜头不那么显眼。
卡斯丹的剧本详细说明人物如何辗转各地，导演为节省经费直接显示地图，用动画线条代表人物行程。灵魂之井地下墓穴的头骨和腐烂尸体由首席化妆师汤姆·史密斯制作。为达成猴子行納粹禮效果，驯兽师打它头部，促使猴子用前肢抚摸挨打的位置，但这样效果不理想。剧组想到在猴子头上悬挂葡萄，引诱它前肢去抓，如此拍摄50次才拍出理想效果。约柜在“班图风号”船舱嗡嗡作响的镜头还用到重听老鼠，捕捉它那独特且反常的头部运动模式。

### 视听效果
电影采用接景提升背景精细度，如玛丽昂开在尼泊尔的酒吧、储存约柜的仓库等定场镜头，仓库的远景画面是迈克尔·潘格拉齐奥所绘。斯皮尔伯格对艾兰·麦利绘制的中国飞剪号飛行艇很不满意，觉得与水面背景搭配后显得不真实。琼斯上穿皮夹克，下着卡其裤，源自《碧血金沙》（1948年）里亨弗莱·鲍嘉和（1954年）里查尔顿·赫斯顿的扮相。服装设计师戴博拉·纳杜尔曼·兰迪斯把一盒又一盒帽子扔在地上让福特试戴。选中样式后，她买来澳大利亚款式的帽子，用富勒土和矿物油老化后卷起压到床下。帽子令观众仅凭侧影就能认出人物身份。约柜装饰由设计师拉尔夫·麦克奎里负责。
斯皮尔伯格希望电影照明风格像（1935年）这类黑色电影般喜怒无常，斯洛科姆主张提升亮度，利用背光加大画面深度，他的意见获导演认可。斯洛科姆经常采用自然光，通过预测太阳位置来为场景布局。斯皮尔伯格很喜欢穿透风景的阳光镜头，要求特效师基特·韦斯特用烟雾机人为制造阳光四散效果。导演要求酒吧混战时墙上的影子是全黑色，但这样需要的照明灯光非常亮，演员根本看不见，斯皮尔伯格最后接受色泽更淡的阴影。他还想用天花板开口的灯光照亮灵魂之井，但考虑到井的封闭环境这根本不合理。镜头内的火炬无法提供足够光亮，导演决定采用人造光源。另据斯皮尔伯格回忆，斯洛科姆对阿兰青眼有加，她出场时用于配合的照明灯光布置时间比福特出场长一倍，所以阿兰每次亮相看上去都很美。
音效总监本·贝尔特为本片录制大量音效，如蛇滑行就是他用手抓奶酪砂锅、结合湿毛巾与砂纸摩擦的声音；巨石滚动是本田思域从砾石高地开下来的声音，他还打开马桶水箱模拟打开约柜的声音。约柜中鬼魂发出的声音源自聲碼器处理的海狮和海豚叫。琼斯的左轮手枪开火声与溫徹斯特步槍相同，他挥鞭的响声是排练时录制。

## 发行

### 背景
票房大片寥寥无几、电影制作成本提升、观众减少、票价上升等因素共同导致美国电影业衰退，到1981年夏（六至九月）已持续一年多，业界预计年度票房要比上年减少2.5亿美元，降幅约一成。制片厂急于推动下一部大片问世，计划上映的电影比上一年还多，达六十余部。暑期是美国院线旺季，对12至24岁主观众群的行业竞争更加激烈。
业界预计超级英雄续集电影《超人II》将统治1981年暑期档，专家和观众调查结果表明《帝国时代》、最新詹姆斯·邦德系列电影《鐵金剛勇破海龍幫》、《布偶的玩意》前景看好。相比之下，影院评分投票数据表明期待乃至知道《夺宝奇兵》的观众很少，直到上映一周前的全国预映才改观。《纽约时报》发文称，为确保电影能在最好的位置和院线上映，派拉蒙向影院业主提出的条件比以往更优厚。
电影新闻发布会耗费一万美元，出动骆驼两头、象一头、蟒蛇一条。电影胶片装在铅封容器交给电影院以防篡改，其中附有写给影院经理的信，声称不当使用胶片将会问责。某影院看到信后告知派拉蒙，有人想盗取胶片制作盗版。派拉蒙为1200份胶片估计花费170万美元。

### 票房
1981年6月12日，《夺宝奇兵》在美国和加拿大1078家电影院上映，周末进账830万美元，平均每家7705美元，领先同样新上映的（660万美元）和《帝国时代》（490万美元）登上票房榜冠军宝座。第二周电影收入800万美元排第三，跌幅仅四个百分点，落后新上映的《炮彈飛車》（1180万美元）和《超人II》（1410万美元）。《夺宝奇兵》第四周以730万美元爬到亚军位置，仅次于《超人II》（1090万美元），第六周以640万美元再度登顶。此后九周本片基本高居票房榜首位，在前十位停留四十周之久。九月初影片票房近1.25亿美元，排在1981年暑期电影首位，估计制片厂拿到的利润达7200万美元，减去卢卡斯和斯皮尔伯格的分成及市场宣传开支，派拉蒙还净赚2300万美元。
电影公映期间票房表现一直很好，上映半年后，业界高管笑称《夺宝奇兵》将是1981年圣诞大片。影片至到1982年3月18日才正式下架，部分院线持续放映到七月，估计票房总额超2.12亿美元，远胜《金色池塘》（1.19亿美元）、《超人II》（1.08亿美元）、（8530万美元）位居1981年电影首位。Box Office Mojo估计本片共售出7700余万张电影票。《夺宝奇兵》的本土总票房是最高周票房的27倍多，纪录保持至今。
本片在美加两国以外市场进账约1.42亿美元，超越《鐵金剛勇破海龍幫》（1.41亿美元）和《超人II》（8220万美元）位居首位。影片全球总票房3.54亿美元，是1981年世界电影票房冠军，远超亚军《鐵金剛勇破海龍幫》（1.95亿美元）和季军《超人II》（1.9亿美元）。
《夺宝奇兵》多次重新发行，首先是1982年7月进账2140万美元，1983年3月又收入1140万美元。斯皮尔伯格监制的IMAX修复版2012年在美国和加拿大267家影院上映，观众的热烈反响促使播映院线增至三百家。电影的全球票房收入至此升至近3.9亿美元。
1981年北美暑期票房总额以19.5亿美元创下新纪录，比上年提升15.6%，售出的电影票增加22.5%，《夺宝奇兵》和《超人II》是其中最大的功臣。这年最成功的电影主要向观众提供喜剧、趣味、逃避现实的途径，《超人II》打破多项票房纪录，但《夺宝奇兵》收入更高，在影院持续放映一年多。《纽约时报》宣称，除非两部电影的票都卖完观众才会考虑其他作品。《夺宝奇兵》还与《帝国反击战》、《大白鲨》、《星球大战》占据历史电影票房四强高位，四部都是卢卡斯或斯皮尔伯格的作品。

## 反响

### 专业评价
《夺宝奇兵》赢得评论家和观众普遍好评，國家評論協會与影评人文森特·坎比都把本片列入1981年十大佳片。坎比称赞影片堪称经典，是美国电影史上极具格调和幽默的杰作，把过去的系列电影去芜存菁，为现代观众留下最完美的电影模式。罗杰·埃伯特赞扬本片与儿时的漫画书和电影相比青出于蓝胜于蓝，呈现一连串“令人屏气凝神的奇妙历险”。在他看来，电影的娱乐效果无懈可击，以《星球大战》、詹姆斯·邦德系列电影、《超人》的格局营造冒险史诗。亚瑟·奈特在《荷里活報道》发文，称持续不断的刺激场面令电影节奏稳定。《综艺》刊登斯蒂芬·克莱恩的文章，认为电影对想逃脱现实的观众而言非常振奋，娱乐效果十足，他还称赞电影在动作、喜剧，以及神秘神话的悬念间完美平衡。迈克尔·斯拉格把《夺宝奇兵》称为“终极周六动作日场”。吉恩·西斯克尔认为影片的娱乐程度已达“商业片”极致，正是这类作品让子孙后代对电影艺术兴奋不已。

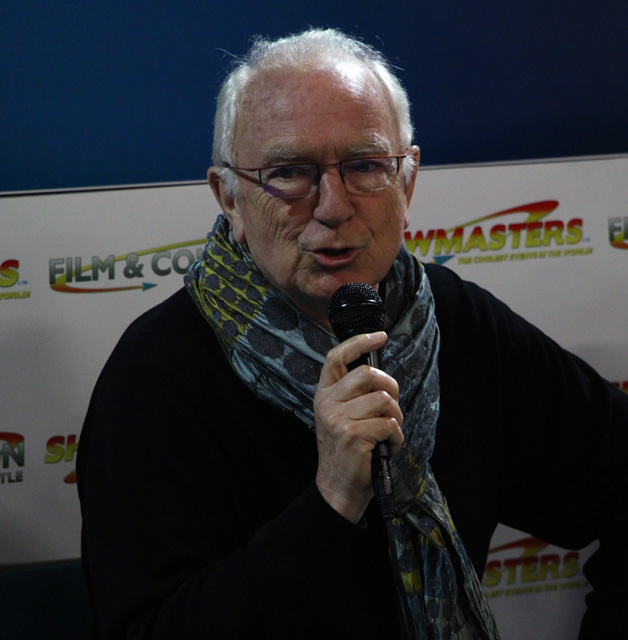
宝琳·凯尔对本片评价不佳，但特别称赞苍蝇爬进嘴后坚持演出的保罗·弗里曼（摄于2016年）

理查德·西克尔称《夺宝奇兵》是斯皮尔伯格回归之作，是《大白鲨》后对他才华的完整体现，如果華特·迪士尼还在世肯定也会拍，把幻想与过场动画“引人入胜”地结合起来。斯坦利·考夫曼自称对电影的惊悚场面毫不感冒，频繁高得令人厌烦。他批评本片缺乏创新，只管依赖怀旧、翻新老片。宝琳·凯尔批评卢卡斯与斯皮尔伯格专为经济利益拍摄本片，立足点就像销售人员一样只想吸引最广泛的受众。《夺宝奇兵》翻新老系列电影后内容足够复杂，并以巧妙剪辑避免陈词滥调，但过分注重超越昔日电影的华丽动作场面，对人物塑造和情节进展不利。在她看来，斯皮尔伯格经历《一九四一》的失败后过于谨慎，许多桥段证明他只是仓促而为，不再像以往那般精益求精。卢卡斯后为1988年奇幻片的反派起名凯尔。戴夫·科尔认为，电影剧情都是仓促辗转各地，令人感觉单调。他还批评片中英雄多次为抢夺约柜放弃爱情，观众恐怕无法认同。
主要演员的演出普受好评，埃伯特认为充满乐趣和不寻常的人物令本片升华，不局限于杰出技术成就。在他看来，福特塑造的人物沉默而固执，仿佛《碧血金沙》里的亨弗莱·鲍嘉增加自嘲能力。克莱恩称赞福特演出引人入胜，堪称职业生涯重要亮点。坎比称福特和阿兰塑造的人物都很坚韧，令人倍感亲切。埃伯特称赞阿兰饰演的玛丽昂坚韧中充满魅力，奈特赞扬片中男明星身陷危机时，玛丽昂依然智商在线。在他看来，玛丽昂堪称女权表率。斯拉格声称，阿兰的身体素质丝毫不输福特，她活力十足，对福特呆若木鸡的演出形成良好补充。凯尔批评大部分演员表现生硬，一板一眼地照本宣科，但特别称赞弗里曼在苍蝇爬进嘴后继续演出，弗里曼笑称这是对他职业生涯最好的评价。克莱恩认为托赫特是二战后银幕上最咄咄逼人的纳粹模式化形象，但对里斯-戴维斯与艾略特的演出青眼有加。
许多影评人称赞打开约柜桥段特效表现优异。奈特就称本片特效师理应获特别奖，坎比认为片中特效如同斯皮尔伯格作品《第三类接触》的结局般令人眼花缭乱。埃伯特自称在本片看到最精彩的卡车追逐戏，比《警網鐵金剛》（1968年）或《霹靂神探》（1971年）更出色。阿尔让·哈梅茨、克莱恩、西克尔认为，片中有那么多人物死亡，那么多恐怖场面，评为任何孩童无需成人陪同就能观看的PG级实在太放水。介于PG级和R级之间的PG-13级是在1984年诞生，要求13岁以下儿童需成人陪同观看，一定程度上就是因为这年上映的本片前传《魔宮傳奇》，据称还有儿童看过该片后夜里做噩梦。

### 荣誉

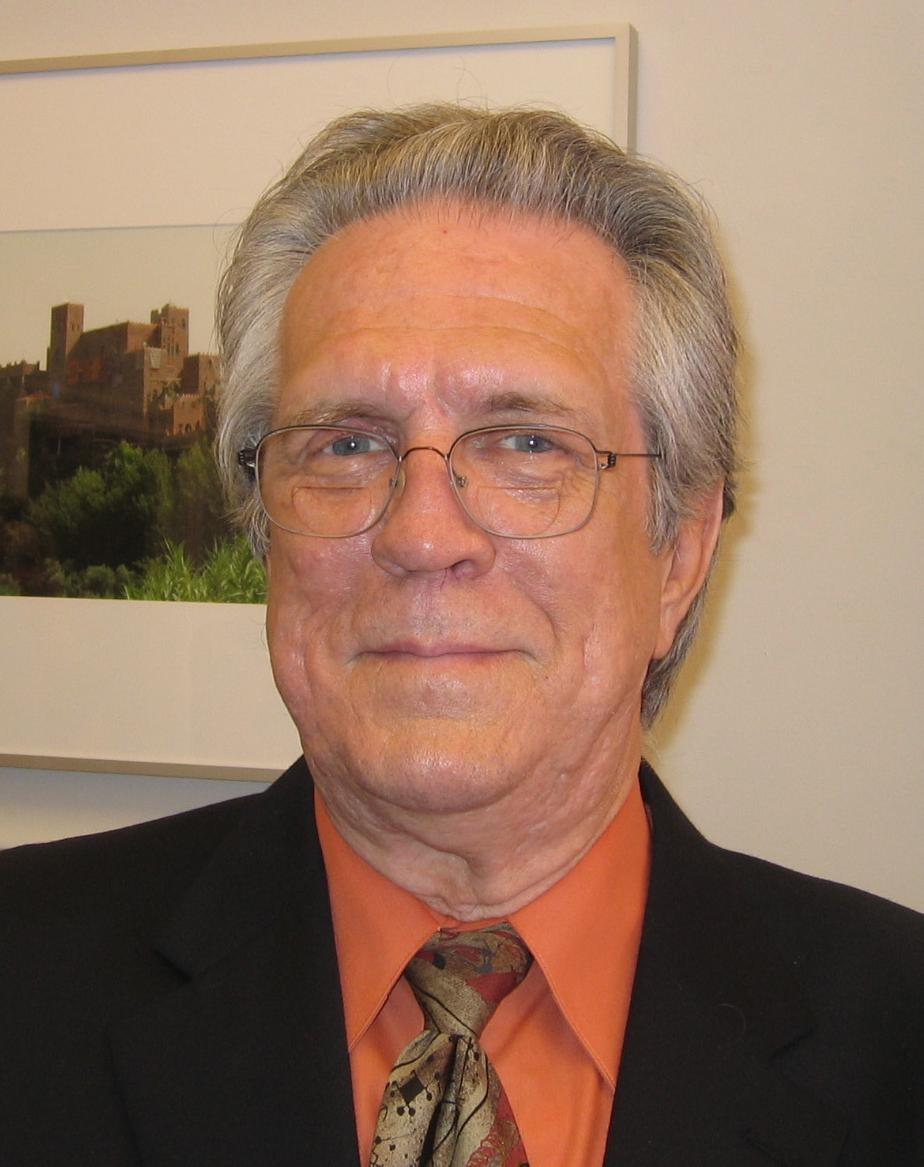
理查德·艾德兰德因本片视觉效果获奥斯卡金像奖和土星獎肯定

《夺宝奇兵》在第54届奥斯卡金像奖角逐拿下最佳艺术指导（雷诺兹、莱斯利·迪利、迈克尔·福特）、最佳剪辑（卡恩）、最佳音效（比尔·瓦尼、斯蒂夫·马斯洛、格雷格·兰德克、罗伊·查曼）、最佳音效剪辑（贝尔特、理查德·路易斯·安德森）、最佳视觉效果（艾德兰德、韦斯特、布鲁斯·尼科尔森、庄斯顿） 五项大奖，并入围最佳影片、最佳导演、最佳摄影、最佳原创配乐四项，与剧情片《爵士年代》以九项并列排在入围数第三，仅次于《金色池塘》和《烽火赤焰萬里情》。
斯皮尔伯入围第39届金球奖最佳导演。电影在第九届土星奖角逐拿下最佳奇幻片、最佳男主角（福特）、最佳女主角（阿兰）、最佳导演、最佳配乐（威廉斯）、最佳编剧（卡斯丹）、最佳特效（艾德兰德）七项大奖，斯皮尔伯格还获第34届美国导演工会奖提名。
雷诺兹获第35届英国电影学院奖最佳艺术指导，电影另有六项入围：最佳影片、最佳男配角（艾略特）、最佳原创配乐、最佳摄影、最佳剪辑、最佳音效。威廉斯的配乐获格莱美奖肯定。此外，《夺宝奇兵》还拿下人民选择奖最佳影片、雨果奖最佳戏剧表现，并在第34届美国编剧工会奖提名最佳原创剧本。

## 周边商品

### 家用传媒
家用錄影機市场在20世纪80年代初迅速发展，过去VHS录像带营收尚不入片商法眼，但1983年局面大变，录像带收入最高可达电影总收益的13%，单北美洲录像带版权收入就有50万美元。1983年11月，派拉蒙推出创纪录的50万本《夺宝奇兵》家用录像带，39.95美元单价远低于竞争对手，希望扩大受众面，推动家用录像机普及。1985年9月，本片已售出上百万本录像带，刷新畅销VHS录像带纪录。1991年，麦当劳发动号称“至今……最大规模的录像带促销活动”，印第安纳·琼斯三部曲的录像带均以5.99美元单价在麦当劳餐厅销售。此时三部电影一共已售出上千万本录像带，预计麦当劳的促销还能再卖五百万。为与印第安纳·琼斯系列的其他作品一致，2000年时本片的宣传片名已改成《印第安纳·琼斯之夺宝奇兵》。
印第安纳·琼斯三部曲2003年捆绑发布DVD套装，销售火爆一如录像带，卖出上百万份而且创下DVD套装销售速度新纪录。套装新增两小时的纪录片，其中包括三部曲的拍摄经历、删除镜头、幕后花絮等。2012年，印第安纳·琼斯四部曲推出藍光光碟收藏版《印第安纳·琼斯：完整探险》，斯皮尔伯格亲自参与修复，提升几部电影的视听品质，其中包含以往家用传媒附带的额外内容。2021年是《夺宝奇兵》上映四十周年，印第安纳·琼斯四部曲发布修复版4K解析度超高画质蓝光影碟套装，片源是电影原版胶片。

### 其他传媒

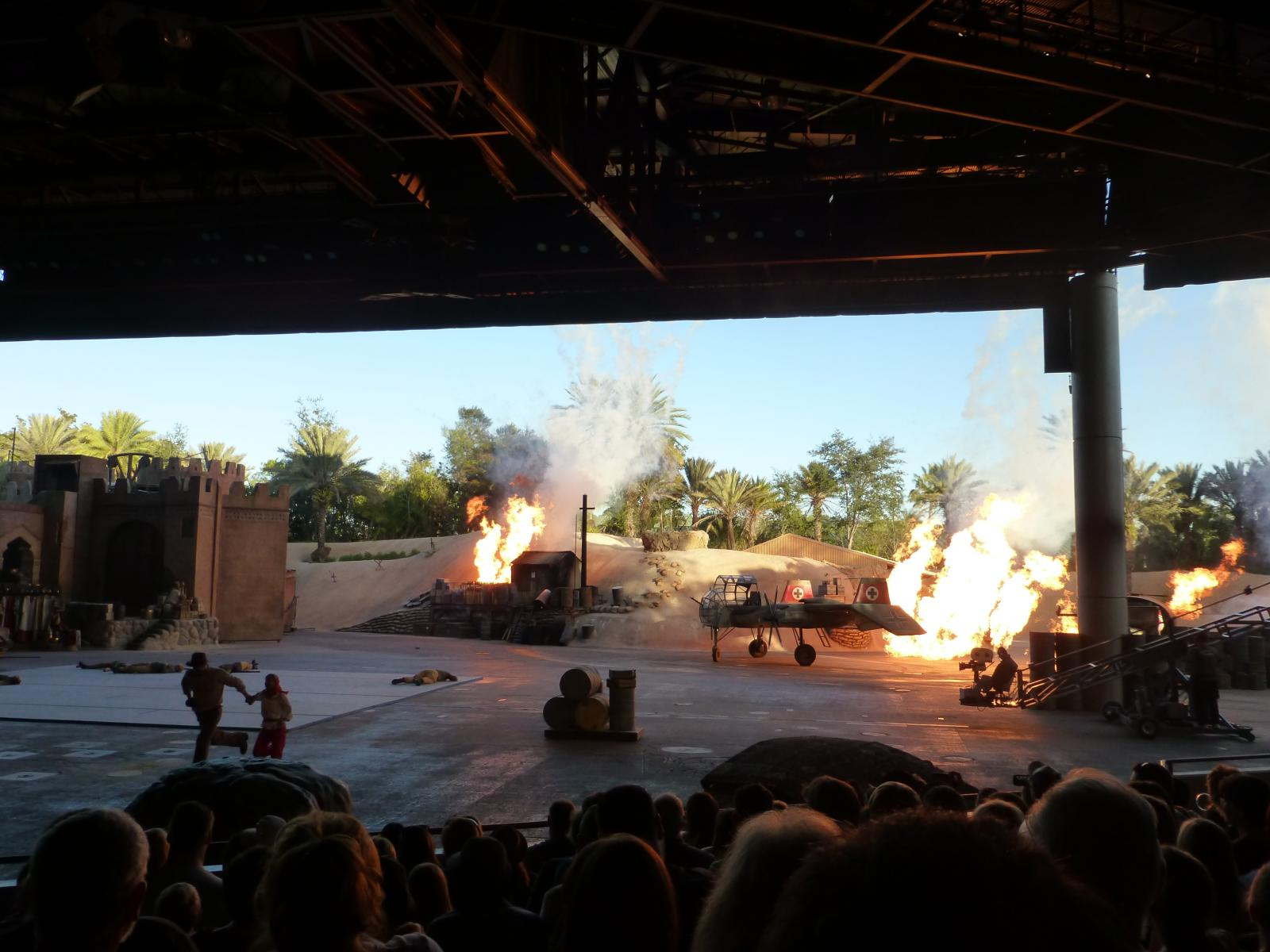
印第安纳·琼斯史诗特技表演现场画面，显示琼斯与玛丽昂逃离爆炸的飞翼

《夺宝奇兵》催生各种商品，如漫画书、电子游戏、小说、乐高套装、可動人偶、运载工具、玩具套装、蜡烛、圖版遊戲。
影片的游戏改编作品甚多，早在1982年就针对雅達利2600平台推出同名电子游戏。彈珠台游戏《印第安纳·琼斯：弹珠历险》1993年面世，第二年又面向超級任天堂推出平台游戏《印第安纳·琼斯最伟大的历险》。《印第安那琼斯与恶魔机器》的奖励关卡把玩家送回秘鲁神殿。2008年乐高主题冒险游戏《乐高印第安纳·琼斯：最初冒险》与2009年续作《乐高印第安纳·琼斯2：冒险再续》分别代表本片和续集。1984年的图版游戏《印第安纳·琼斯历险记角色扮演游戏》 反响很差，制造商版权在80年代过期，库存副本只能销毁。残留物品后用塑料包裹制成戴安娜·琼斯奖，其中“戴安娜·琼斯”是“印第安纳·琼斯”经过火烧后唯一清晰可辨的文字。
坎贝尔·布莱克在《夺宝奇兵》上映同年推出电影小说版。该书在全球热销，包含片中没有的细节，如15岁的玛丽昂与琼斯相恋，太阳神手杖顶端明确说明不要注视打开的约柜，布罗迪发现琼斯就在家里，刚刚送走招待的学生。布莱克为此拿到3.5万美元报酬，版税另计，2005年他以未支付书籍销售利润分成为由起诉卢卡斯影业。漫威漫畫在《夺宝奇兵》上映后不久推出改编漫画。
位于佛罗里达州的華特迪士尼世界度假區1989年开始经营现场娱乐演出印第安纳·琼斯史诗特技表演，包含许多源自本片情节的现场特技表演。 此外，度假区1989至2017年经营的伟大电影之旅也包含《夺宝奇兵》。

## 主题分析

### 否定纳粹

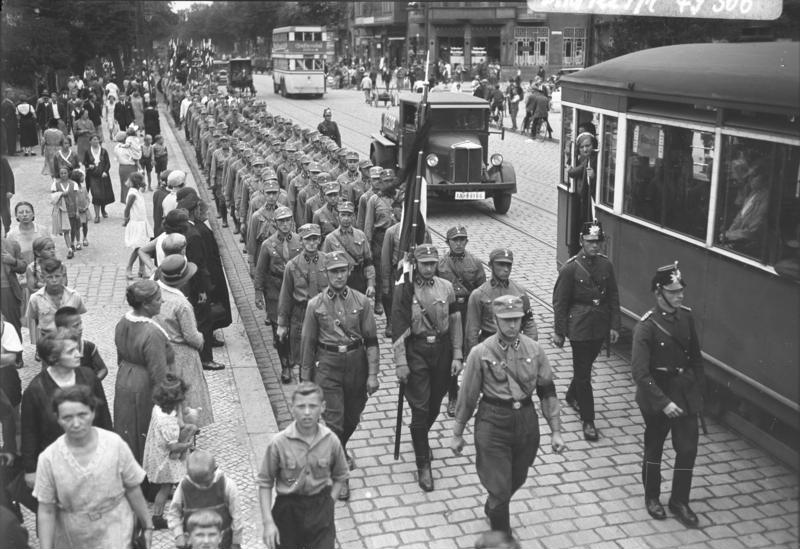
1932年纳粹准军事部队走过德国施潘道街头。《夺宝奇兵》可以理解成犹太人的报复，展现天神否定纳粹

《夺宝奇兵》可以理解成犹太人幻想借天神之手惩处发动大屠杀的纳粹。斯皮尔伯格是犹太人，传说约柜是天神传给犹太人的十誡容器。据《圣经》记载，约柜是镀金的木箱，而且非常神圣，人体不能接触，只能用杆子抬。纳粹政权因信仰迫害犹太人，但却需要犹太神器来征服世界。神器是如此神圣，纳粹不但无法接触，连他们印在运输箱上的符号也被抹去，箱子完好无损，以此体现约柜否定纳粹。影片最后，胆敢打开约柜的纳粹势力无一幸免。约柜释放神圣的力量制止纳粹，感知危险的主角毫发无损。
琼斯掉在行驶卡车上时，发动机盖上的奔驰商标一闪而过，嘲笑当年奔驰公司助纣为虐、协助纳粹。伊丽莎白·赫希曼认为片中包含形上學元素，约柜作为犹太教－基督教神话圣物，拥有极其重要的宗教意义，主角的标准英雄任务对此黯然失色。天神注定代表善，摧毁纳粹反派可比雅威目睹十灾降临奴役以色列人的古埃及。

### 影史致敬与怀旧
《夺宝奇兵》从侧面反映电影变迁，受到许多电影启发，包含大量电影隐喻，导演明确表示本片以电影为核心，旨在致敬电影制作。影片直接从二十世纪上半叶的系列电影汲取灵感，还有指向《公民凯恩》（1941年）、《死吻》（1955年）、《大鏢客》（1961年）、《阿拉伯的劳伦斯》（1962年）等电影的情节。约柜最后放在巨大的仓库里，与《公民凯恩》主人翁儿时心爱的雪橇命运类似。《夺宝奇兵》还有许多指向卢卡斯电影的隐喻：德国潜艇传出的信号意为“1138”，隐喻科幻片，灵魂之井有代表R2-D2和C-3PO的象形文字。理查德·克林克利指出，许多观众看到《大卫王》（1985年）里的约柜时只会想到《夺宝奇兵》而非《圣经》记载，在他看来，这是电影视觉传媒影响文化传播的有力证明，接受视觉传媒而非传统文本教育的人越来越多。
《夺宝奇兵》与同年的《超人II》一样包含美国安全面临威胁的主题。两部电影都是美国时代的象征，代表此时美国公民的恐惧。纳粹人物以过去威胁美国的势力为原型，《夺宝奇兵》就像《超人II》一样，幻想超出人类的强大力量介入，防止敌对势力破坏，对这样的英雄观众只能欣赏、永远都无法效仿。珍妮特·马斯林指出，此类电影幻想与超凡脱俗的人物旨在满足观众心理，他们无意反思周围的世界。琼斯竭力夺回约柜不但是为阻止纳粹，也是为个人荣耀。如果纳粹实现目标创造所向披靡的军队，全世界无数普通人的生活将发生巨变，但电影对此完全没有涉足。
美国人的民族自豪感因惨淡收场的越南战争（1955至1975年）、水门事件政治丑闻（1972年）、20世纪80年代初的经济衰退、其他国家的影响越来越大等因素陷入低谷，《夺宝奇兵》可以视为对这等消极情绪的积极反击。对于观众来说，电影的时代背景带有浪漫怀旧色彩并充满冒险机遇。罗宾·伍德认为本片与《超人》、《星球大战》异曲同工，都可视为老系列电影的衍生作品，观众能从中收获熟悉、易于接受的内容，呈现旧传统价值观的理想愿景。在他看来，此举旨在平息当时激进社会运动对变革的渴望。詹妮弗·巴克认为，《夺宝奇兵》不过迎合观众心愿，无意挑战他们漏洞百出的价值观和信仰。

### 男子气概与殖民主义
琼斯代表本片所在时代充满男子气概的动作英雄原型，可以视为在女权思想日益增强之时重新强调传统男子气概。莱瑟姆·亨特指出，《夺宝奇兵》、《轰天炮》（1987年）、《終極警探》（1988年）都是普通人排除万难，以此促进美国实力。身为美国英雄，琼斯不情不愿地担负起拯救世界重任，战胜的对手几乎全是外国人。巴克认为琼斯信奉个人价值，与法西斯或极权统治对抗，所以本片属于“保守系列奇幻片”。亨特认为影片注重男子气概未免鼠目寸光，电影靠帮观众逃避现实热卖，呈现的英雄出类拔萃，反映观众自身的无力感。
评论家批评琼斯的考古学家形象根本不够格，所作所为等同于盗窃:174–177。考古学家温尼弗雷德·克里默认为琼斯“行为介于考古学家和专业盗墓者之间”，堪称“考古学界最恶劣的一员”。凯文·麦克乔夫撰文指出，老电影从来不让考古学家当英雄，他们通常是由真正的英雄拯救或征服。琼斯在独立自主和身体强壮程度上达到传统英雄标准，但广为人知的聪慧头脑令他与昔日英雄拉开距离。:174–177琼斯追踪约柜一定程度上是为个人荣誉，他有机会摧毁约柜、避免被纳粹利用，但贝洛克看出他只是虚张声势，琼斯只能妥协。贝洛克自认就像心理扭曲的琼斯，两者区别很小。:178
塔蒂亚娜·普罗科娃认为《夺宝奇兵》充满殖民主义色彩，琼斯和纳粹都是侵略属于有色人种领土的白人男子，为私利窃取当地宝藏:51–52, 56–57。琼斯把约柜的超自然力量连同文化意义一起否定，把它变成自己收集的奖品:58–59。身为英雄，他代表美国保护约柜免受他人染指的权利不受约束。他的名字源于美国印第安纳州，该州又因殖民者与印第安人交战得名。:57全世界大部分地区在《夺宝奇兵》的背景时代都由殖民者统治，片中人物只要不是白人，要么被纳粹征服，要么依赖美国白人救助，要么就与纳粹合作:56。

## 影响
《夺宝奇兵》对流行文化的影响经久不衰，有现代电影试金石之称，创造的电影框架至今仍由其他电影效仿。斯皮尔伯格表示，这是他眼中印第安纳·琼斯系列最完美的作品，他无意变更其中任何内容。
福特接下来获选出演1982年科幻邪典经典电影《银翼杀手》，卡斯丹变成好莱坞灸手可热的编剧，协助卢卡斯创作《星球大战》续集《帝国反击战》。阿兰对本片颇感失望，她希望玛丽昂主要是因为父亲、因为她对约柜的执念参与其中，而非现在这样因为经济利益和与琼斯的感情。她建议改写人物情节，深入发展角色，但都沦为空谷足音。不过，阿兰对各年龄段女子受玛丽昂启发颇感兴奋，据她透露，电影上映40年后她还收到青少年女子的积极反馈。斯坦利·雷德与罗伯特·劳伦斯·库恩在本片上映后不久起诉电影主创，要求赔偿2.1亿美元，声称电影是根据库恩所创剧本和尚未出版的小说《约柜》改编，但案件结果至今不明。
本片促使更多学生投身考古学研究，许多现代考古学家声称影片令他们深受启发。里斯-戴维斯自称曾有150余名讲师、教授、考古学家向他表示，正是看过《夺宝奇兵》后才对考古学感兴趣。电影拍完后，印第安纳·琼斯原版帽子和外套随意丢在卢卡斯的天行者牧场，直到2012年戴博拉·纳杜尔曼·兰迪斯找到后开始在伦敦维多利亚和阿尔伯特博物馆举办的好莱坞服装展上展出。

### 文化影响

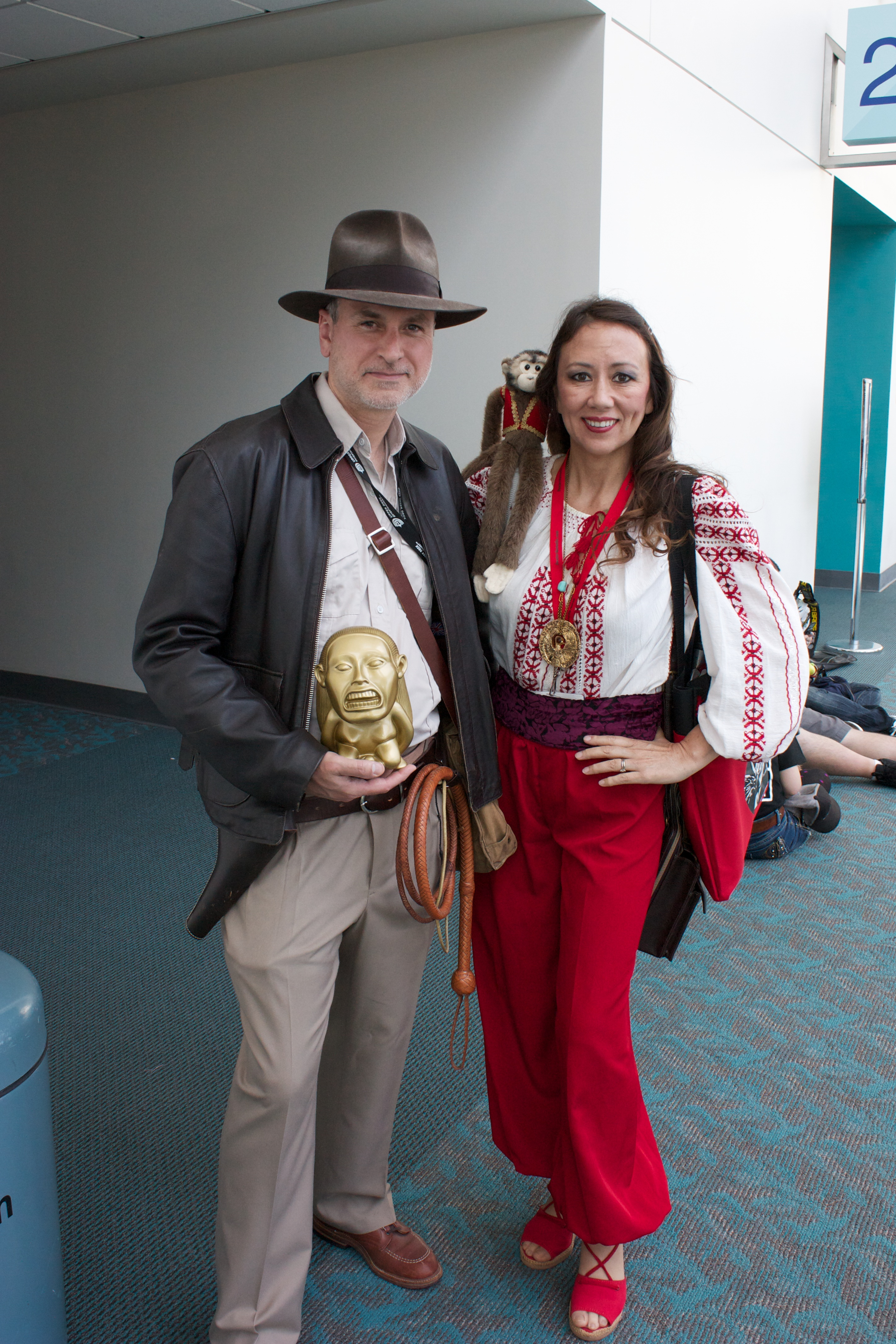
影迷扮成印第安纳·琼斯和玛丽昂·拉文伍德参加圣地亚哥国际漫画展

1999年，《夺宝奇兵》因“文化、历史和美学领域的显著成就”入选美国国会图书馆國家影片登記表。1997年伯纳德·温劳布在评价本片影响时指出，“观众普遍……是从《夺宝奇兵》开始对传统的家庭G级片失去兴趣”，“不管这纯属偶然还是有意为之，电影人拍出的动作片高潮迭起，对成年观众极具吸引力，同时也能得到儿童观众认可”。多次与卢卡斯合作的加里·库尔茨表示，《夺宝奇兵》堪称卢卡斯事业的转折点，令他确信观众对“过山车般的历险”兴趣更胜情节。
许多电影人对《夺宝奇兵》赞赏有加，或称该片促使他们投身电影事业，如克里斯·卡特、賽門·金柏格、強·托特陶、丹·布朗、乔·庄斯顿。参与本片制作对庄斯顿导演《美国队长》影响很大，特别是人物设计。导演史蒂文·索德伯格2014年推出本片黑白剪辑版，去除所有原版音效，旨在促使观众关注斯皮尔伯格的场面调度和剪辑。2020年冠状病毒病疫情期间，导演詹姆斯·岡恩推荐世人观看《夺宝奇兵》等动作片；《獨立報》向读者推荐的35部电影也包括本片。
本片对电影、电视、电子游戏等传媒影响很大。1982至1989年，密西西比州海泉市儿童克里斯·斯特龙波洛斯、埃里克·扎拉、杰森·兰布制作本片的同名业余翻拍电影《夺宝奇兵：改编版》，斯皮尔伯格向三人祝贺。

### 时间的考验
众多媒体把本片评为影史杰作。埃伯特的《伟大电影》系列著作称本片特效仍不过时，对这类电影而言堪称完美。他称赞本片兴奋点看似漫不经心，娱乐效果却是高潮不断。英國電影協會把本片列入史上十佳动作片，称影片的布局和兴奋点对于青少年男子而言无与伦比，同时还有印第安纳·琼斯最令人耳目一新的搭档：喝起酒来像汉子，聪明伶俐、风度翩翩的凯伦·阿兰。2014年《好莱坞报道》向2120名娱乐业从业人员开展民意调查，《夺宝奇兵》排在史上最佳电影第十三位。影片在电影参考书《死前必看的1001部电影》上同样榜上有名。
评论汇总网站爛番茄共收集本片84篇评论，认可度达九成五。网站的共识评述写道：“英勇的桥段、狡黠的幽默、令人紧张到指节发白的动作，《夺宝奇兵》是史上堪称完美的娱乐冒险片杰作。”Metacritic根据16篇评论为本片打分85（最高100），代表“普遍好评”。2005年，美国编剧工会评选过去75年间最优秀的101部剧本，本片排名第42。2008年《帝國雜誌》评选影史电影五百强，《夺宝奇兵》仅次于1972年的黑帮片《教父》位居第二，文章称赞影片娱乐效果远超其他冒险片。1997年，美国电影学会面向美国影史杰作评选AFI百年百大電影，本片排名第60；2007年再度评选十周年版，本片排第66。2001年评选百年百大惊悚片，《夺宝奇兵》排第十；2003年评选百大银幕英雄与恶魔，印第安纳·琼斯在英雄榜排第二，仅次于《怪屋疑雲》（1962年）里的阿提克斯·芬奇。
众多出版物把本片列入影史杰作，其中《帝国杂志》排第二、《Time Out》排第五、MSN上榜但排名不分先后。《夺宝奇兵》还登上众多动作片排行榜，其中IGN与《Time Out》排第二、《衛報》和《每日电讯报》第十一，《Time Out》2020年评选再度上榜但不分先后。IGN把本片评为20世纪80年代最佳动作片，烂番茄和《时尚先生》都把本片列为冒险片杰作。
2005年，英国第四台观众投票把《夺宝奇兵》排在史上最佳家庭片第二十。2021年，《帝国杂志》读者在评选史上佳片时把本片排第七。另据《今日美国》消息，互联网电影资料库、烂番茄用户投票结合专业评分把《夺宝奇兵》排在影史佳片第十六。《洛杉磯時報》读者投票将本片评为史上最佳暑期大片，超过《大白鲨》和《异形》（1979年）。
2013年，情景喜剧《生活大爆炸》第七季某分集台词宣称，琼斯在《夺宝奇兵》一事无成，纳粹无论如何都会找到约柜，打开后全部惨死，琼斯的行动根本没有影响。马特·波姆罗伊在《时尚先生》发文同意上述看法，只是玛丽昂十有八九会死于托赫特之手，约柜很可能用飞翼运到德国，希特勒打开后丧命。琼斯的干扰确保约柜落入美国人之手，可能打开约柜的德国人反而逃过一劫。

## 前传、续集、改编

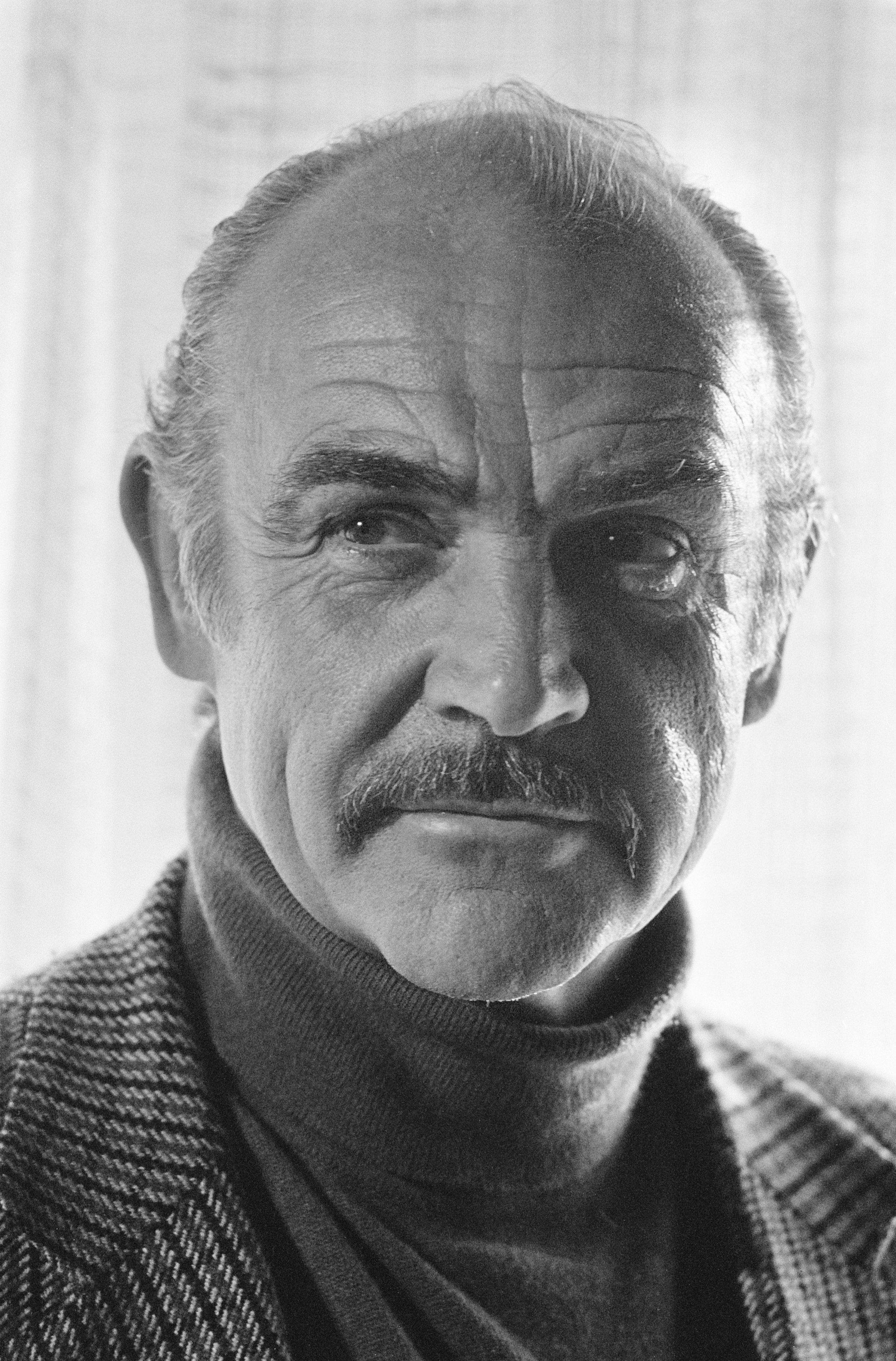
肖恩·康纳利（摄于1983年）在《聖戰奇兵》扮演印第安纳·琼斯之父亨利

《夺宝奇兵》的热卖催生两部续集、一部前传，原作上映期间《魔宮傳奇》就于1982年进入开发阶段。该片是《夺宝奇兵》的前传，讲述琼斯为印度村庄居民寻找圣石，同时解放残暴邪教首脑控制的奴隶。影片同样根据卢卡斯的构想编剧，斯皮尔伯格导演，福特回归扮演琼斯。电影上映后打破多项票房纪录，是1984年美国本土票房最高的电影，但评价不及原作，影评人批评片中种族立场和厌女倾向。
1989年，《夺宝奇兵》续集《聖戰奇兵》问世，是原版三部曲收宫之作。琼斯在片中踏上找寻圣杯的冒险之旅，路上还有父亲亨利（肖恩·康纳利饰）参与。《圣战奇兵》同样刷新票房纪录，在年度票房榜名列前茅并获影评人好评。斯皮尔伯格表示，《圣战奇兵》一定程度上是他为《魔宮傳奇》反响不佳致歉。卢卡斯此后开创电视剧项目，《少年印第安那瓊斯年譜》1992年开播，乔治·霍尔扮演老年琼斯回忆年青时的征程，福特、西恩·派翠克·福納瑞、科里·凯里尔分别诠释不同年龄段的琼斯。
2008年，印第安纳·琼斯系列第四弹《印第安納瓊斯：水晶骷髏王國》面世，阿兰在片中回归饰演玛丽昂，西亞·李畢福扮演玛丽昂与琼斯的儿子穆特·威廉姆斯。电影背景改为20世纪50年代，琼斯的对手变成苏联人，目标是找到水晶骷髅。影片票房热卖，但影评人和影迷反响两极分化。卢卡斯与斯皮尔伯格像当年对待《魔宮傳奇》一样为影片辩护，同时为新作反响不佳致歉。本系列第五部电影计划2023年上映，詹姆斯·曼高德执导，福特、菲比·沃勒-布里奇、麦斯·米科尔森主演。
众多小说、漫画、电子游戏围绕印第安纳·琼斯及各电影配角展开，详细介绍他们的历险和其他经历。这些作品背景横跨全球，有些发生在电影情节之前，有些在以后，描绘琼斯的第一次婚姻，搜寻命运之矛、梅林、巴别塔中的地狱机器、佛佗圣约、摩西的权杖、贤者之石、恐龙、独角兽的角、德尔斐神谕等历险，探索斯芬克斯、挪亚方舟、亚特兰蒂斯的秘密。琼斯有时还会遇到贝洛克等反派的阻挠，获萨拉赫等人帮助。

## 扩展阅读
- Black, Campbell. . Ballantine Books. 1987-09. ISBN 0-345-35375-7.
- Kasdan, Lawrence. . Ballantine Books. 1981. ISBN 0-345-30327-X.
- Taylor, Derek. . Ballantine Books. 1981-08. ISBN 0-345-29725-3.